# Raúl González Guzmán
Pour les articles homonymes, voir Raúl González (homonymie), González et Guzmán.
Raúl Eduardo González Guzmán (né le 28 juin 1985 à Valencia, Venezuela), surnommé « El Pollo », est un footballeur international vénézuélien qui évolue au poste d'arrière droit.
Son frère ainé, Héctor González, est lui aussi footballeur international vénézuélien.